# Little Rice (Wisconsin)
Little Rice es un pueblo ubicado en el condado de Oneida en el estado estadounidense de Wisconsin. En el Censo de 2010 tenía una población de 306 habitantes y una densidad poblacional de 1,6 personas por km².

## Geografía
Little Rice se encuentra ubicado en las coordenadas 45°39′35″N 89°52′22″O / 45.65972, -89.87278. Según la Oficina del Censo de los Estados Unidos, Little Rice tiene una superficie total de 190.74 km², de la cual 173.15 km² corresponden a tierra firme y (9.22%) 17.59 km² es agua.

## Demografía
Según el censo de 2010, había 306 personas residiendo en Little Rice. La densidad de población era de 1,6 hab./km². De los 306 habitantes, Little Rice estaba compuesto por el 98.69% blancos, el 0% eran afroamericanos, el 0% eran amerindios, el 0% eran asiáticos, el 0% eran isleños del Pacífico, el 0.33% eran de otras razas y el 0.98% pertenecían a dos o más razas. Del total de la población el 1.63% eran hispanos o latinos de cualquier raza.